# Basiliek van de Onbevlekte Ontvangenis (Barcelona)
De basiliek van de Onbevlekte Ontvangenis en de Hemelvaart van Onze Lieve Vrouw (Bassilica de la Purissima Concepcio I assumpcio de Nostra Senyora) is een basiliek in Barcelona, Catalonië. De kerk van het klooster van Santa Maria de Jonqueres werd steen voor steen verplaatst toen het klooster werd gesloopt. In 1879 werd een klokkentoren van de kerk van San Miguel (die ook zou gesloopt worden) toegevoegd. Op 20 februari 2009 bekrachtigde paus Benedictus XVI de kerk als kleinere basiliek, die hierdoor de achtste basiliek van de stad werd.
Ramon Corts i Blay is in de huidige rector van de basiliek.